# Tetefortina gibbosa
Tetefortina gibbosa är en insektsart som beskrevs av Marius Descamps 1964. Tetefortina gibbosa ingår i släktet Tetefortina och familjen Euschmidtiidae. Inga underarter finns listade i Catalogue of Life.